# Административно деление на Пакистан
Пакистан административно се поделя на:
- 4 провинции (Белуджистан, Синд, Хайбер Пахтунхва и Пенджаб),
- 2 територии (Столична територия Исламабад и Федерално управляеми племенни територии) и
- 2 провинции в Кашмир под административно управление на Пакистан (Азад Кашмир и Гилгит-Балтистан).